# Campanha de Manuripi
A campanha de Manuripi ou campanha do Noroeste, ou também chamada de conflito peruano-boliviano de 1910, refere-se a um conflito armado ocorrido entre junho e setembro de 1910, que opôs tropas bolivianas contra tropas peruanas, estas últimas ajudadas por grupos indígenas chamas e campas  do Purús. A imprensa boliviana tem tratado este conflito como “esquecido” pela pouca importância que lhe é dada na historiografia do país, talvez pela singularidade do confronto, uma vez que já havia sido assinado há vários meses o Tratado Polo-Bustamante, que concedeu esses territórios ao Peru.
O capitão Lino Echeverría ficou com 16 homens num pequeno forte chamado Avaroa, no rio Manuripi. Após dois meses de confrontos com uma guarnição peruana de 150 homens, e com baixas de ambos os lados, Echeverría foi morto e vários de seus soldados sofreram o mesmo destino ou foram feitos prisioneiros. As tropas bolivianas restantes conseguiram escapar pela montanha.
Em 1982, em homenagem ao Capitão Echeverría, foi criado o «29.º Regimento de Infantaria Lino Echeverría».

## Antecedentes
Naquela época a fronteira entre as repúblicas da Bolívia e do Peru não estava formalmente definida e ambos se consideravam donos de todas as "províncias inexploradas" ou território do Acre. Além disso, nesse mesmo período ocorreram conflitos entre a Bolívia e o Brasil no território adjacente, no que ficou conhecido como Guerra do Acre. Em setembro de 1902, foram assinados acordos de demarcação com base nos limites conhecidos, determinando que seria solicitada uma arbitragem pela Argentina. Em 9 de julho de 1909, a arbitragem argentina agravou as tensões do lado boliviano por considerá-la desfavorável às suas reivindicações.
Finalmente, foi assinado o Tratado de Retificação de Fronteiras, assinado em La Paz, em 17 de setembro de 1909. No entanto, esses acontecimentos eram aparentemente desconhecidos do capitão Lino Echeverría, que custodiava a fronteira localizada no rio Manuripi.

## História
Antes do combate de 22 de julho, os peruanos desembarcaram na confluência dos rios Manuripí e Majehuira, a partir de cerca de vinte canoas, com numerosos efetivos e duas metralhadoras do Regimento de Infantaria n.º 5. Os bolivianos evacuaram o forte Health conforme as tropas se aproximaram dos peruanos.
O capitão do Exército Boliviano, Lino Echeverría, tinha a missão de guardar o forte Avaroa localizado na margem direita do rio Manuripi, comandando um destacamento de 15 ou 16 homens (segundo diferentes versões). No dia 4 de setembro, uma força expedicionária boliviana comandada pelo capitão Echeverría cruzou o rio Manuripí em barcos e atacou os peruanos.
Dois meses após esses acontecimentos, uma guarnição peruana exigiu que os ocupantes bolivianos evacuassem o forte em 24 horas e libertassem os prisioneiros, ou enfrentariam as consequências, ao que Echeverría respondeu: "Você pode me atacar quando quiser, estou disposto a te receber." Na madrugada do dia 15 de setembro, tropas peruanas compostas por 150 homens, entre soldados e indígenas chamas e campas, atacaram a instalação boliviana. Após dez horas de combate e sem munição, os peruanos finalmente entraram no forte. O capitão Echeverría e outros três soldados foram mortos, vários bolivianos foram feitos prisioneiros, enquanto o restante – cinco homens – conseguiu fugir pela montanha.

## Controvérsia
Existe controvérsia sobre o fato da presença do Capitão Echeverría na região. Aparentemente, há vários meses esse território (cerca de 250.000 km²), havia sido reconhecido como peruano pelo governo da Bolívia, conforme o Tratado de Retificação de Fronteiras, em troca do reconhecimento do Peru dos direitos bolivianos em 91.726 km² na região do Acre.
Do ponto de vista boliviano, o referido tratado –estabelecido em 17 de setembro de 1909– constituiu uma vitória territorial para Lima, já que a maior parte do território disputado passou a fazer parte do Peru. Todos esses acontecimentos aparentemente passaram despercebidos ao Capitão Echeverría. Portanto, especula-se que o capitão não tenha sido informado desses acontecimentos diplomáticos entre os dois países, o que explicaria a sua presença no Manuripi.